# Кутбуддін Бакхтіар Какі
Кхвая Саїд Мухаммад Кутбуддін Бакхтіар Какі (урду خواجہ سیّد محمد قطب الدین بختیار کاکی, Khwaja Syed Muhammad Qutbuddin Bakhtiar Kaki, 1173—1235) — мусульманський суфійський містик, святий та вчений ордену Чішті з Делі. Він був учнем та духовним послідовником Мойнуддіна Чішті, після якого перейняв керування орденом Чішті. Завдяки йому орден, спочатку обмежений територіями Аджмера і Наґаура, поширився на територію Делі. Його гробниця-дарґах в делійському районі Меграулі, зараз є центром регулярного святкування. Це святкування проводилося багатьома правителями Делі, зокрема Ілтутмиш збудував колодязь біля нього, Шер Шах Сурі збудував браму, Бахадур Шах I збудував мечеть Маті-Масджід, а Фаррукхсіяр додав мармурову стіну та ще одну мечеть.
Вплив Кутбуддіна Бакхтіара Какі на розвиток суфізму в індії був величезним, він продовжив ідеї братерства і благодійності в межах ордені Чішті, фактично ставши одним з засноваників нової деномінації ісламу в Індії та привернувши до ісламу багато нових віруючих. Його найвідомішим учнем і послідовником був Фарідуддін Ґанджікшар.